# Samorząd Regionu Sza’ar ha-Negew
Samorząd Regionu Sza’ar ha-Negew (hebr. מועצה אזורית שער הנגב) – samorząd regionu położony w Dystrykcie Południowym, w Izraelu.
Samorządowi podlegają tereny w północno-zachodniej części pustyni Negew w okolicach miast Aszkelon i Beer Szewa

## Osiedla
Na terenach o powierzchni 180 km² mieszka około 6 400 ludzi. Znajduje się tutaj 10 kibuców i 1 moszaw.

### Kibuce
| - Beror Chajil - Dorot - Erez - Gewim - Kefar Azza | - Mefallesim - Nachal Oz - Nir Am - Or ha-Ner - Ruchama |

### Moszawy
- Jachini